# Pearl Harbor
|  | Per a altres significats, vegeu «Pearl Harbor (desambiguació)». |

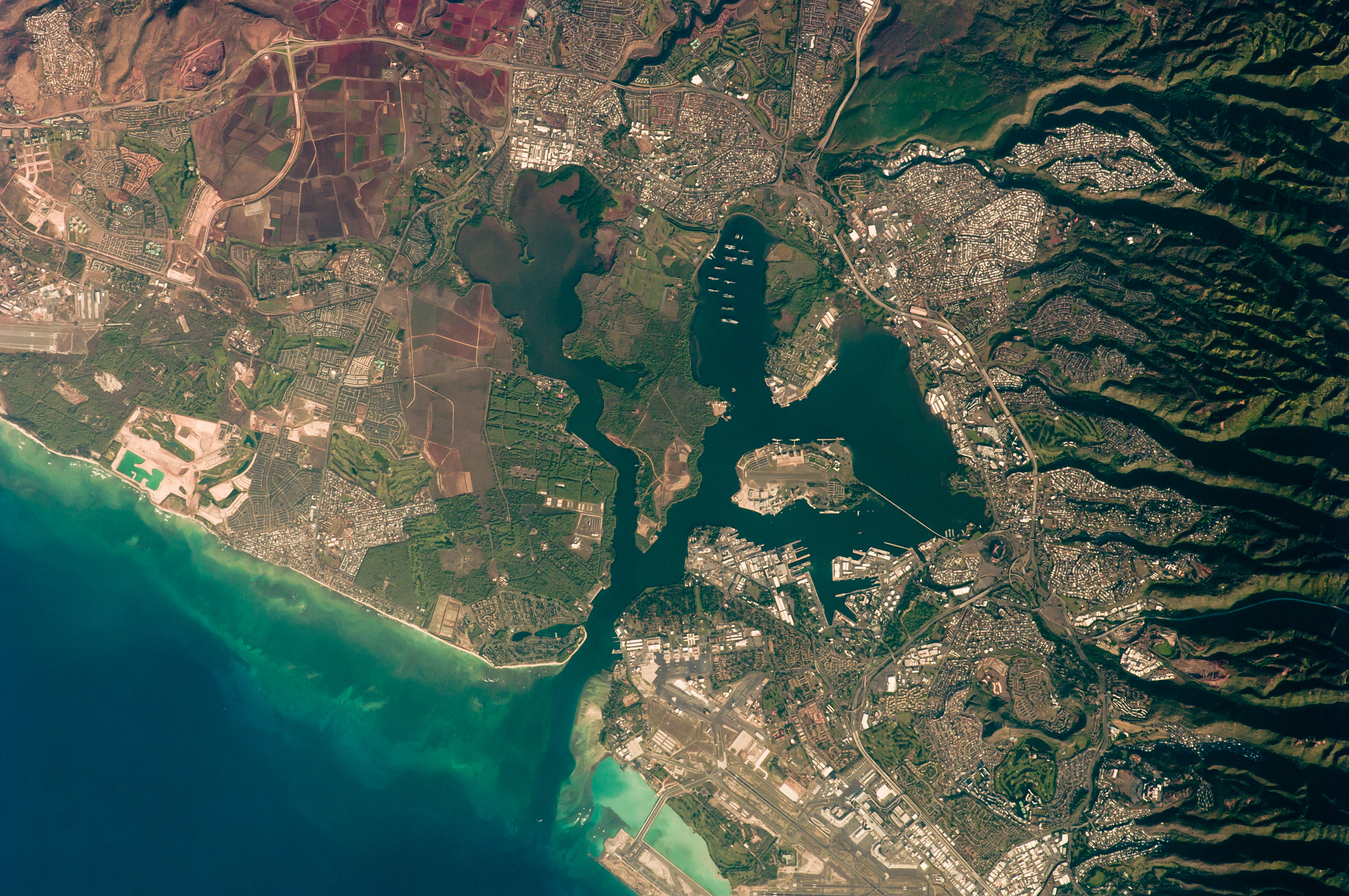
Vista aèria de Pearl Harbor

Pearl Harbor és un complex portuari i una base militar, ubicat a l'illa d'Oahu, que pertany a l'arxipèlag de les Hawaii. Famós per haver estat objectiu d'un atac preventiu per part del Japó, davant del bloqueig econòmic que els estava exercint Estats Units. Aquest atac va provocar la participació activa dels Estats Units a la Segona Guerra Mundial. Els estatunidencs, formalment neutrals, ja participaven en la guerra des del principi donant suport i subministrament a les nacions que s'enfrontaven a les potències de l'Eix.